# Überhose (Feuerwehr)
Die Feuerwehr-Überhose (auch Feuerwehr-Einsatzüberhose oder schlicht Überhose) gehört zur speziellen persönliche Schutzausrüstung der Feuerwehr. Sie wird als Ergänzung der Schutzkleidung über der normalen Schutzhose getragen und gewährleistet einen deutlich erhöhten Schutz gegen mechanische und thermische Gefahren im Feuerwehreinsatz.

## Normen
Der Aufbau und Beschaffenheit von Überhosen werden innerhalb der EU über die DIN EN 469 geregelt. In Deutschland kommt zudem als Besonderheit die Herstellungs- und Prüfbeschreibung für eine universelle Feuerwehr-Schutzbekleidung (HuPF) hinzu. Durch diese werden unter anderem die Mindestanforderungen für Hitze- und Flammenbeständigkeit, Wärmewiderstand und Reißfestigkeit festgelegt. Hinsichtlich der Warnwirkung an Einsatzstellen sollten die Überhosen zudem der DIN EN 471 – Klasse 2 entsprechen.

## Hosentypen
Nach DIN EN 469 und HuPF werden zwei verschiedene Typen von Überhosen unterschieden. Diese unterscheiden sich hauptsächlich in ihrer Tragweise und der Schutzwirkung.

### Überhose nach Hupf 4a
Überhosen nach Typ 4a weisen zwei Stofflagen auf und werden bei der Brandbekämpfung über die einlagige Feuerwehrhose (HuPF Typ 2) gezogen. Nur die Kombination beider Hosentypen ist zulässig, da ansonsten nicht die vollständige Schutzwirkung entfaltet werden kann. Diese Kombinationsart bietet den Vorteil, dass an der Einsatzstelle nur bei Bedarf eine Überhose getragen werden muss und somit unnötige Ermüdung und Erschöpfung durch einen Hitzestau vermieden wird.

### Überhose nach Hupf 4b
Überhosen nach Typ 4b weisen drei oder vier Stofflagen auf. Sie können, im Gegensatz zu den Hosen nach Typ 4a, bei der Brandbekämpfung ohne darunterliegende Hose nach Typ 2 getragen werden. Es wird jedoch empfohlen, unter der Hose eine schwerentflammbare Arbeitshose zu tragen, um vor allem nach dem Einsatz das Ablegen der Hose zu ermöglichen. Dies senkt den Hitzestress des Körpers nachhaltig. Überhosen nach Typ 4b weisen die höchsten Schutzstandards auf.

#### Leistungsstufe 1 und 2
Die DIN EN 469 erlaubt für Überhosen ab drei Lagen zwei verschiedene Leistungsstufen. Die Leistungsstufe 2 bietet hierbei die höheren Schutzstandards.

### Schutzwirkung im Vergleich
Aus der DIN EN 469 ergeben sich eine Mindestschutzwirkung an die Überhose. Die wird unter anderem durch die Prüfung des Wärmeübertragungsgrades nach EN ISO 6942 ermittelt. Bei diesem Versuch wird eine Seite eines Prüfstückes der Überhose mit einer Flamme beaufschlagt und es wird gemessen, wie lange es dauert, bis auf der anderen Seite des Prüfstückes ein Temperaturanstieg von 24 Kelvin zu verzeichnen ist. Dieser Messwert wird als RHTI24 (RHTI = Heat Radiation Index) bezeichnet. Dieser Temperaturanstieg simuliert das Durchschlagen der Hitze im Einsatzfall, bei dem Verbrennungen 2. Grades zu erwarten sind. Zudem wird die Zeitdauer des Anstieges von einem Wärmedurchschlag von 12 auf 24 Kelvin ermittelt und mit dem Index RHTI24-12 bezeichnet. Im Realfall ist dies die Rückzugszeit, die einem Feuerwehrmann von der ersten Schmerzempfindung bis zum Auftreten irreversibler Hautschäden, verbleiben.
Folgende Tabelle zeigt einen Vergleich der verschiedenen Schutzstandards:
| Vergleich verschiedener Schutzstandards nach DIN EN 469 |                         |                           |                                                                   |                                                                   |
|                                                         | Einlagige Hose (HuPF 2) | Zweilagige Hose (HuPF 4a) | Drei- bis vierlagige Hose (HUPF 4b/DIN EN 469 – Leistungsstufe 1) | Drei- bis vierlagige Hose (HUPF 4b/DIN EN 469 – Leistungsstufe 2) |
| RHTI24 1                                                | ≥5                      | ≥10                       | ≥9                                                                | ≥13                                                               |
| RHTI24-12 2                                             | ≥1                      | ≥3                        | ≥3                                                                | ≥4                                                                |

Während schwere Verletzungen der Haut beim höchsten Schutzstandard erst nach mindestens 13 Sekunden verzeichnet werden konnten, betrug die Zeitspanne bei Hosen nach HuPF 2 nur 5 Sekunden.

## Aufbau
Überhosen bestehen aus zwei (HuPF Typ 4a) beziehungsweise drei bis vier (HuPF Typ 4b) Stofflagen. Als Oberschicht wird ein Aramidgewebe verwendet. Dieses ist besonders strapazierfähig, nicht brennbar und kann nicht schmelzen. Hierdurch wird ein möglichst hoher mechanischer und thermischer Schutz erreicht. Unter der Oberschicht wird ein Funktionsmembran (zum Beispiel Gore-Tex) eingesetzt. Dieser dient als Nässe- und Dampfsperre und soll verhindert, dass der Träger durch Wasserdampf verbrüht werden kann. Als dritte Lage folgt erneut eine Stofflage aus Aramid. Bei vierlagigen Hosen wird zusätzlich noch eine weitere Gewebeschicht als Isolationsfutter eingesetzt.
Insgesamt weisen moderne Überhosen eine Gesamtdicke von zwei bis drei Zentimetern aus und wiegen zwischen 0,8 (Typ 4a) und 1,3 (Typ 4b) kg. An den Seiten sind für Zusatzausrüstung Taschen aufgenäht und an den Knien verstärken meist herausnehmbare Kniepolster die Hosen zusätzlich. Um ein Verrutschen der Hose im Einsatz zu verhindern, sind sie im Fußbereich mit Klettverschlüssen oder Bündchen ausgestattet und zudem werden Hosenträger verwendet. Um eine ausreichende Warnwirkung, insbesondere an Einsatzstellen im Verkehrsraum, zu gewährleisten, sind Überhosen mit Reflexstreifen versehen.

## Verwendung
Im Innenangriff schützt die Überhose vor allem vor plötzlich und unvorhersehbar auftretenden Brandereignissen, wie Flashover oder Backdraft. Durch die deutlich erhöhte Wärmedurchschlagszeit bleibt den von einem solchen Ereignis betroffenen Trupp genug Zeit zum Rückzug, bevor es zum Durchschlagen der Hitze durch die Schutzkleidung und somit schwersten Brandverletzungen kommt.
Überhosen werden trotz dieser Erkenntnisse jedoch immer noch nicht flächendeckend eingesetzt. Bei einigen Feuerwehren, wie zum Beispiel der Feuerwehr Bremen, werden nur einlagige Hosen verwendet und auf das sogenannte Wärmefenster verwiesen. Da es aber immer wieder zu schweren Verletzungen durch ungenügende Schutzkleidung kommt, gilt der Verzicht auf Überhosen mittlerweile als gefährlich, veraltet und praxisfern.